# Provincia di Guanacaste
La provincia di Guanacaste è una delle sette province della Costa Rica. La provincia di Guanacaste è ubicata nella parte nord-occidentale del paese e comprende la maggior parte del territorio che fu annesso alla Costa Rica il 25 luglio del 1824. È la seconda provincia della Costa Rica per estensione, ma è anche la meno popolata. Confina a nord con il Nicaragua, a est con la provincia di Alajuela, a sud con Puntarenas e a ovest con l'Oceano Pacifico. Il capoluogo è Liberia.

## Geografia fisica
Guanacaste prende il nome dall'albero nazionale del paese (Enterolobium cyclocarpum), uno dei simboli ufficiali della Costa Rica, che si chiama appunto Guanacaste. La provincia è in prevalenza pianeggiante (pampa). Al confine con la provincia di Alajuela la pianura lascia il posto alla Cordigliera di Guanacaste. Gran parte della superficie della provincia è occupata dalla Penisola di Nicoya che si protende per molti chilometri di coste di grande attrattiva turistica nell'Oceano Pacifico.
Il clima è caldo e secco, con una stagione estiva che va da novembre a maggio ed una stagione delle piogge.
L'economia si basa principalmente sull'agricoltura (canna da zucchero, mais, fagioli, allevamento del bestiame) e sul turismo.

## Geografia antropica

### Suddivisioni amministrative

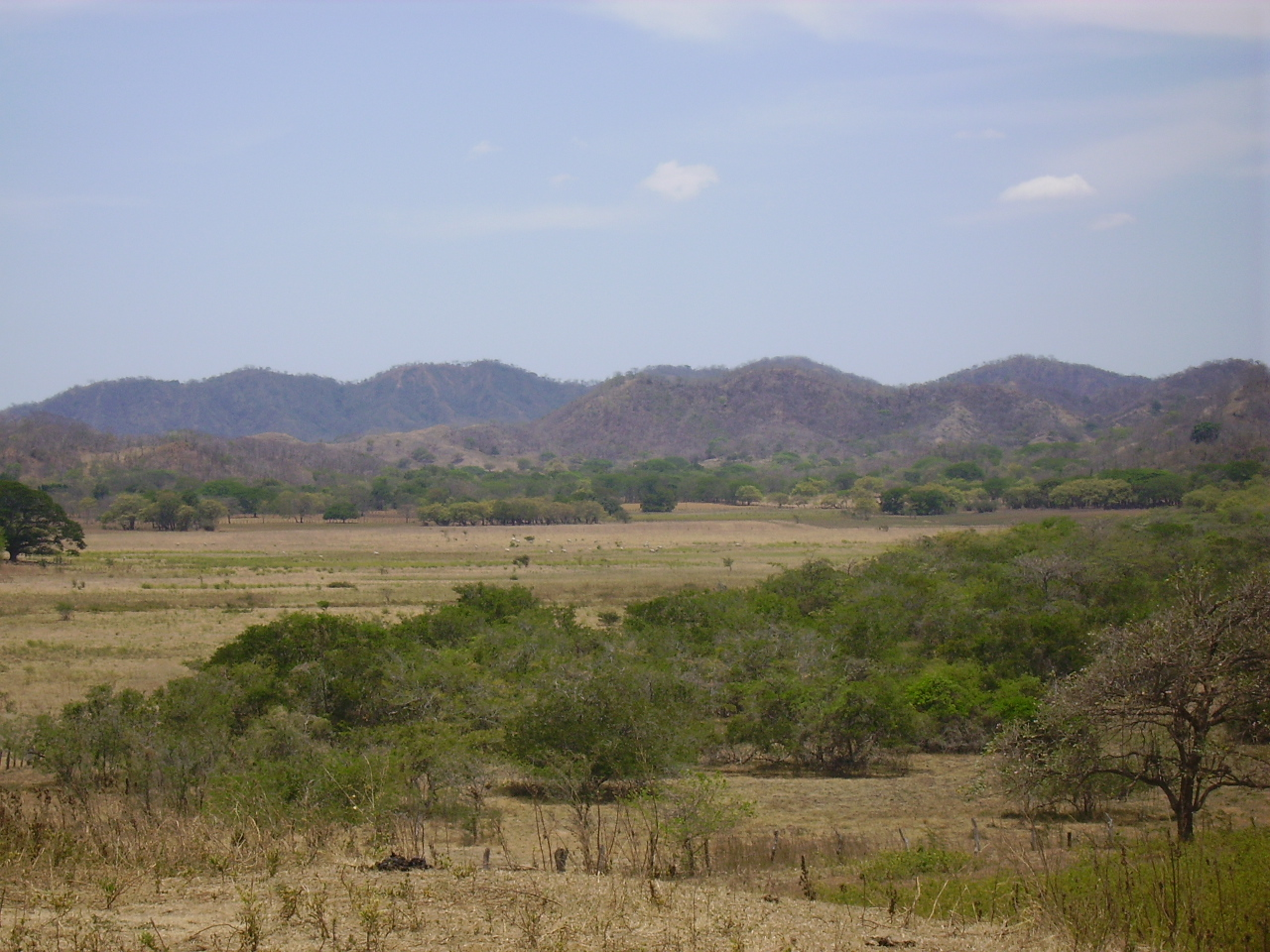
La pampa guanacasteca nei pressi di Santa Cruz

La provincia di Guanacaste è divisa in 11 cantoni:
- Abangares
- Bagaces
- Cañas
- Carrillo
- Hojancha
- La Cruz
- Liberia
- Nandayure
- Nicoya
- Santa Cruz
- Tilarán